# Cattedrale di San Pietro (Tempio Pausania)
La cattedrale di San Pietro apostolo è il principale luogo di culto cattolico di Tempio Pausania, chiesa madre della diocesi di Tempio-Ampurias. Si trova nella omonima piazza al centro della cittadina.

## Storia
La chiesa di San Pietro a Tempio ha origini medievali . Della fabbrica originaria restano oggi poche tracce alla base del campanile.
Ricostruita in forme gotiche catalane e riconsacrata nel 1519 presentava un'unica navata divisa in 3 campate da archi diaframma con copertura a falde e un prospetto con portale. Sono tuttora visibili di questa fase lo sviluppo dell'alto campanile e il mirabile portale tardogotico riposizionato sul prospetto settecentesco.
Elevata a collegiata nel 1621 con bolla di Gregorio XV Sacri Apostolatus, nel settecento sono state realizzate le cappelle laterali ed eretta la nuova abside (1737-1741).
Sulla base di un progetto neoclassico del 1786 del progettista svizzero Carlo Maino (mai compiutamente realizzato) nel 1790 la navata viene coperta da una volta a botte e nel 1795 la chiesa viene ampliata realizzando una nuova campata e un nuovo prospetto ma riposizionandovi il portale gotico aragonese. Nel 1822 viene restaurato e sopraelevato il campanile e nel 1833 sotto la direzione del maestro Marco Antonio Baffigo viene eretto l'articolato prospetto sulla facciata laterale, mentre pochi anni prima era stato ultimato l'arco verso la casa parrocchiale (1827).
Nel 1839 venne eretta in Cattedrale dal papa Gregorio XVI con bolla Quamvis aequum e la consacrazione avvenne il 2 giugno 1839 ad opera del vescovo Capece, committente di molti arredi marmorei del San Pietro 

## Descrizione

### Architettura
La fabbrica venne realizzata in conci di granito. Nella facciata principale, abbastanza semplice, si aprono un portale strombato gotico aragonese con arco a tutto sesto e due finestre. Più movimentato il prospetto laterale ottocentesco, scandito da coppie di paraste e cornici, in cui si aprono finestre e un portale sormontati da timpano e alcuni oculi ciechi ornati da mosaici.
L'alto campanile conserva l'impianto decorativo originario di matrice aragonese mentre intorno alla cattedrale sorgono i due oratori del Rosario e di Santa Croce.
L'interno è a navata unica, voltata a botte, con quattro cappelle per lato e abside semicircolare. Le cappelle più prossime al presbiterio sono maggiormente sviluppate in profondità, dando così l'impressione della presenza di un transetto. L'area presbiteriale è sopraelevata e cinta da una balaustra marmorea. Interessanti gli arredi marmorei ottocenteschi, in stile barocco genovese, tra cui l'altare maggiore, il pulpito, il fonte battesimale e alcune statue.

### Organo a canne
Sulla cantoria in controfacciata, si trova l'organo a canne, costruito nel 1980 da Paolo Ciresa. Lo strumento è a trasmissione integralmente meccanica e si articola in corpo unico con positivo tergale; dispone di 24 registri. La consolle è a finestra ed ha due tastiere di 56 note ciascuna ed una pedaliera concavo-radiale di 32.